# Tweede Kamerverkiezingen 1977/Kandidatenlijst/DAC

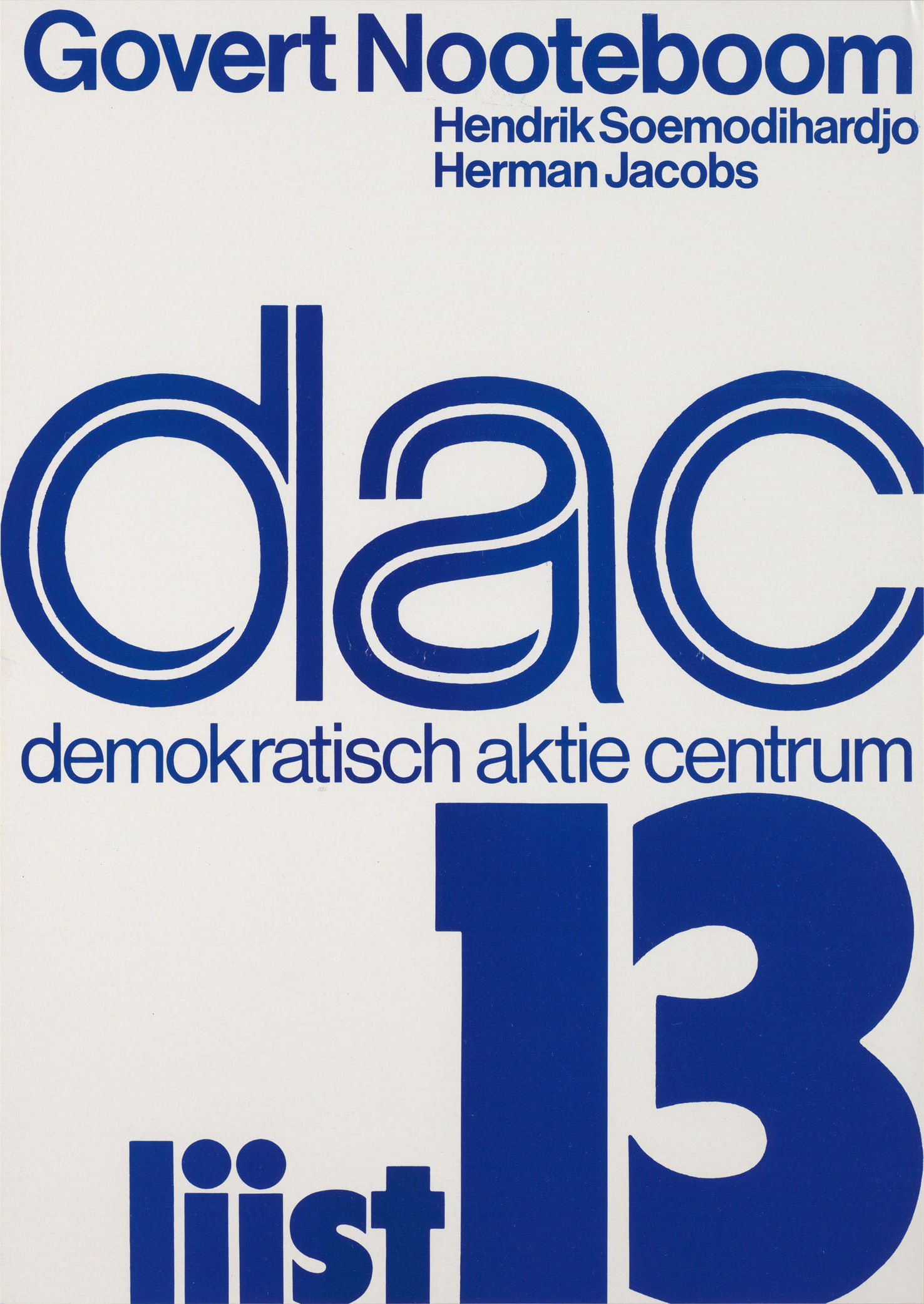
Affiche van het DAC bij deze verkiezingen

De kandidatenlijst voor de Tweede Kamerverkiezingen 1977 van het Demokratisch Aktie Centrum (DAC) was als volgt:

## De lijst
1. Govert Nooteboom - 1.314 stemmen
2. Hendrik Soemodihardjo - 454
3. Herman Jacobs - 29
4. Hans van Raalte - 30
5. Gonnie Kooij-Ezerman - 61
6. E.W. van Aartsen - 22
7. Jacques Fieyra - 27
8. C.E.C.M. Bout-Westerhuis - 37
9. Benny Leeuwin - 10
10. H.K. van Hasselt - 22
11. P.W. Briggeman - 11
12. H.E.M. Palmen - 16
13. H.J.T. Bos - 16
14. Robert de Vries - 17
15. M.P. Drop - 84

CDA · PvdA · VVD · PPR · CPN · D'66 · DS'70 · SGP · Boerenpartij · GPV · PSP · RKPN · DAC · Federatie Bejaardenpartijen Nederland · Partij van de Belastingbetalers · SP · NVU · Verbond tegen Ambtelijke Willekeur · Europese Conservatieve Unie · Lijst 18 (kieskring IX) · KENml · RPF · NMP · Lijst 22